# 기원 (연대)
기원(紀元, 영어: epoch)은 어떤 사건이 일어난 해를 시작으로 해서 그로부터 몇 년이 경과했는지에 따라 시간을 측정하는 무한의 기년법이다.

## 개요
대부분의 기년법(기원)에서는 시작해를 "0년"(주년, 周年)으로 하지 않고 "1년"(서수년, 序數年)으로 한다.
기년법 등의 연수를 세기 시작하는 시점(즉, 기점이 되는 사건이나 그 사건이 일어난 날, 년)을 가리켜 "기원" 또는 역학상으로는 역원(曆元)이라고 하기도 한다. 또한 그 기점이 되는 해를 원년(元年)이라고도 한다. 기원이라고 하는 경우 "기년법" 또는 "그 기점" 중 어느 쪽을 가리키는 것인지 구분할 필요가 있다.
시간의 흐름 속에 "기원"이라는 일정한 기준점을 둠으로써 그 간격에 따라 시간의 위치를 나타내는 것이 가능하게 되었고, 또한 과거의 사건들을 순서대로 기록할 수 있게 되었다. 기원과 반대로 별도의 명칭으로 리셋되는 유한한 기년법을 "연호(年號)"라고 한다.

## 같이 보기
- 공통 기원(Common Era, CE)
- 역법
- 연호
- 기년법